# Herunterfahren

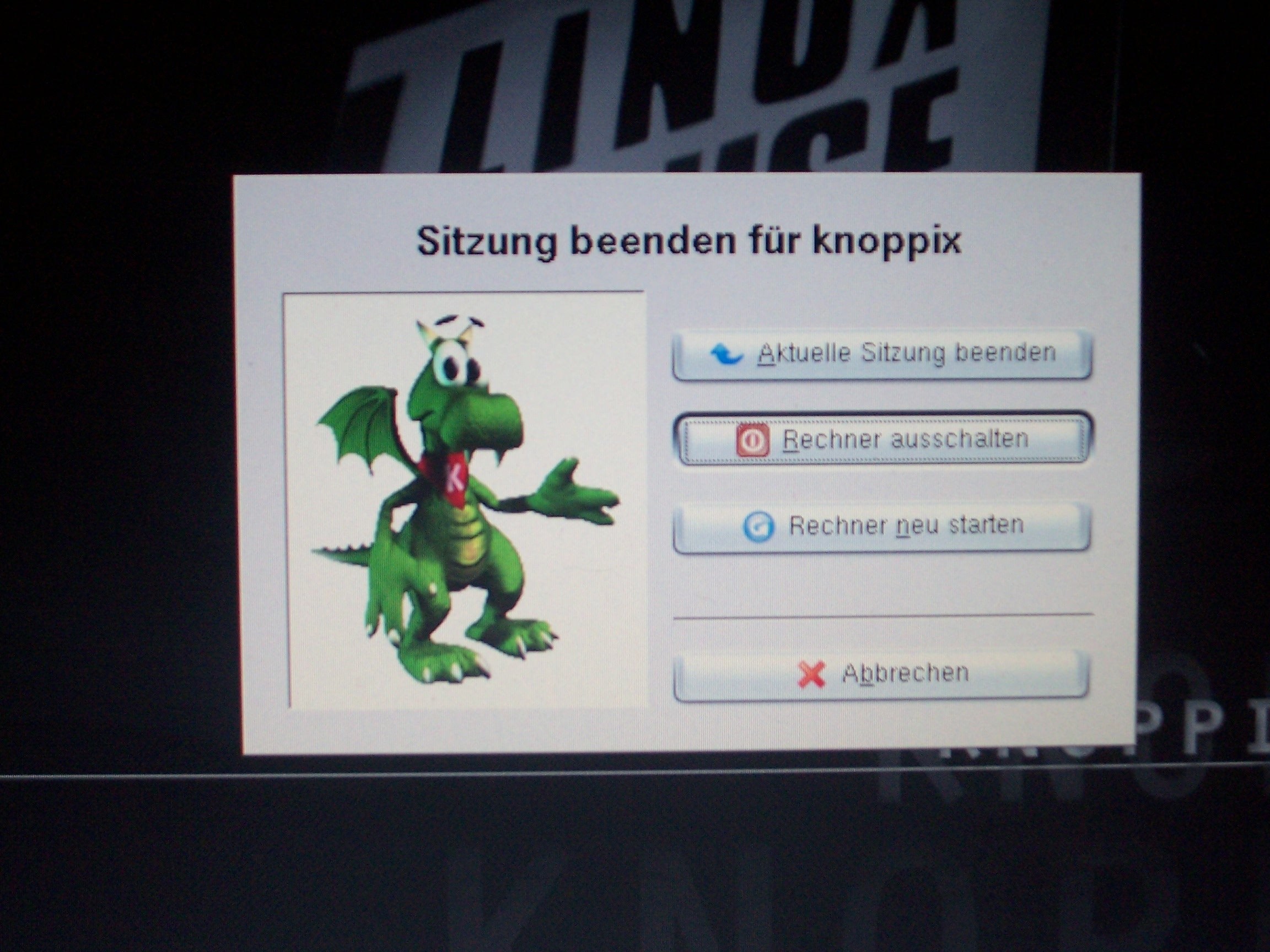
Menüauswahl beim Herunterfahren auf einem Linux-System mit KDE

Herunterfahren (englisch shutdown) nennt man den Abschaltprozess eines Computers oder einer industriellen Anlage, z. B. eines Kraftwerkskessels oder Kernreaktors.

## Vorgang
Der Vorgang des Herunterfahrens arbeitet folgende Schritte ab:
1. Prüfen, welche Anwendungsprogramme laufen, und laufende Programme beenden. Die laufenden Programme werden benachrichtigt und führen ihrerseits den Befehl Beenden aus.
2. Individuelle Einstellungen des Shutdown-Prozesses überprüfen.
3. Alle noch aktiven Prozesse und Protokolle auf die Festplatte speichern, Gerätetreiber entfernen und die grafische Oberfläche beenden.
4. Benutzereinstellungen speichern
5. Dateisystem aushängen

Die meisten aktuellen Systeme schalten den Computer nach erfolgreichem Herunterfahren von alleine ab, sofern das von der Hardware unterstützt wird. Bei PCs ist dafür ein Power-Management notwendig, also entweder APM oder ACPI. Das Power-Management kann aber auch, z. B. im BIOS-Setup, deaktiviert werden.

## Methoden zum Ausschalten
Meist wird das Herunterfahren über die Grafische Benutzeroberfläche veranlasst. Daneben gibt es auch die Möglichkeit, mittels eines Systembefehls von der Kommandozeile (cmd) aus das Herunterfahren zu initiieren, sofern das aktuelle Benutzerkonto die dazu nötigen Zugriffsrechte besitzt:
- Windows: shutdown /s /t 0
- AIX/Linux/macOS: shutdown -h now
- Solaris: shutdown -y -g0 -i0
- HP-UX: shutdown -h -y 0
- MorphOS: shutdown
- OpenVMS: @SYS$SYSTEM:SHUTDOWN

Sofern entsprechend konfiguriert, kann ein Drücken des Einschalters – sofern es sich nicht um einen Netzschalter handelt – den Vorgang des Herunterfahrens einleiten.

## Probleme
Es kann passieren, dass sich das System nicht herunterfahren lässt. Der Grund dafür ist meist ein noch aktiver Prozess, der sich nicht beenden lässt. Das kann ein Programm sein, das nicht reagiert, wenn zum Beispiel ein modaler Dialog geöffnet ist.
Unter Windows kann unmittelbar über Strg+Umschalt+Esc – oder auch (mittelbar) über den sogenannten „Klammergriff“ – der Taskmanager aufgerufen werden, um die Prozesse zu beenden. Neuere Betriebssysteme – hier beispielsweise Windows 7 – bieten beim Herunterfahren zwei Einstellungen an, falls noch Programme laufen: „Beenden des Herunterfahrprozesses“ oder „Herunterfahren, obwohl noch Programme laufen“.
Bei unixoiden Betriebssystemen (wie bspw. Linux) gibt es ebenfalls die Möglichkeit, in der Konsole mittels kill -9 ProzessID oder in einem Taskmanager den Prozess abzubrechen. Im Falle von Problemen sollte man zumindest versuchen, mittels Klammergriff die Schritte, die ein Herunterfahren abarbeitet, manuell auszuführen (siehe Magische S-Abf-Taste) anstatt den Computer einfach von der Stromversorgung zu trennen und einen Datenverlust zu riskieren.